# 24 Ursae Majoris
Désignations
24 Ursae Majoris (en abrégé 24 UMa) est une étoile variable de la constellation boréale de la Grande Ourse. Elle est visible à l'œil nu avec une magnitude apparente de 4,56. Elle porte également la désignation d'étoile variable de DK Ursae Majoris ainsi que la désignation de Bayer de d Ursae Majoris, 24 Ursae Majoris étant sa désignation de Flamsteed. D'après la mesure de sa parallaxe annuelle par le satellite Gaia, l'étoile est distante d'environ ∼ 105 a.l. (∼ 32,2 pc) de la Terre. Elle s'en rapproche à une vitesse radiale héliocentrique de −27 km/s.

## Propriétés
24 Ursae Majoris est une étoile jaune de type spectral G4 III-IV, avec la classe de luminosité « III-IV » qui indique que son spectre montre des traits intermédiaires entre ceux d'une étoile géante et ceux d'une sous-géante. Elle est estimée être âgée d'un milliard d'années. D'après sa position sur le diagramme H-R, l'étoile vient juste de passer par le trou de Hertzsprung et s'apprête à démarrer sa première ascension sur la branche des géantes rouges. C'est une variable de type RS Canum Venaticorum présumée dont la magnitude apparente varie avec une amplitude de 0,058. Des périodes de variation de 22,08 et de 2,115 heures ont été signalées. L'étoile est également une source de rayons X d'une luminosité de 207,4 × 1028 erg s-1.
24 Ursae Majoris est 1,9 fois plus massive que le Soleil et son rayon est 4,6 fois plus grand que le rayon solaire. Elle tourne sur elle-même avec une période de rotation de 10 jours. L'étoile est 14,9 fois plus lumineuse que le Soleil et sa température de surface est de 5 335 K.

## Nomenclature
En astronomie arabe traditionnelle, 24 Ursae Majoris constituait avec π1, π2, σ1, σ2, ρ et 2 Ursae Majoris, l'astérisme de Al Ṭhibā, « la Gazelle ». Selon le catalogue d'étoiles du Mémorandum technique 33-507 - A Reduced Star Catalog Containing 537 Named Stars, Al Ṭhibā était le titre donné à sept étoiles ; 2 Ursae Majorisétait connue comme Althiba I, π1 comme Althiba II, π2 comme Althiba III, ρ comme Althiba IV, σ1 comme Althiba V, σ2 comme Althiba VI et 24 Ursae Majoris comme Althiba VII.